# Dudince
Dudince (em húngaro: Gyűgy) é uma cidade da Eslováquia, situada no distrito de Krupina, na região de Banská Bystrica. Tem 6,85 km² de área e sua população em 2018 foi estimada em 1.421 habitantes.

## Demografia
| Ano:        | 1994 | 2004   | 2014   | 2024   |
| ----------- | ---- | ------ | ------ | ------ |
| Broj ljudi: | 1591 | 1521   | 1444   | 1362   |
| Razlika:    |      | -4,39% | -5,06% | -5,67% |

| Ano:               | 2023 | 2024   |
| ------------------ | ---- | ------ |
| Número de pessoas: | 1376 | 1362   |
| Diferença:         |      | -1,01% |